# Kabinett Fillmore
Millard Fillmore war der letzte Präsident der Vereinigten Staaten, der von der Whig Party gestellt wurde. Wie schon einige Jahre zuvor John Tyler, ebenfalls ein Whig, nahm er den Platz seines verstorbenen Vorgängers ein. An der Seite von Zachary Taylor war Fillmore 1848 zum Vizepräsidenten gewählt worden. Taylor verstarb am 9. Juli 1850 nach 16 Monaten im Amt. Sein Außenminister Daniel Webster hatte ebenfalls unter den Präsidenten William Henry Harrison und John Tyler amtiert, starb aber im Oktober 1852 im Amt.
Fillmore wollte sich 1852 zur Wiederwahl stellen, unterlag beim Nominierungsparteitag der Whigs jedoch Winfield Scott, der dann gegen den Demokraten Franklin Pierce verlor. Im Jahr 1856 kandidierte er für die Know-Nothing Party nochmals erfolglos für die Präsidentschaft.
Dem Kabinett von Millard Fillmore gehörten zunächst die Minister seines Vorgängers an, die aber durchweg innerhalb kürzester Zeit zurücktraten. Im Großteil der Ressorts gab es sogar mehr als einen Wechsel; so legte der neue Innenminister Thomas McKennan sein Amt nach elf Tagen nieder.

## Mehrheit im Kongress
| Präsident                         | Präsident            | Kongress | Haus  | Haus    | Senat | Senat | Gesamt | Gesamt             |
| --------------------------------- | -------------------- | -------- | ----- | ------- | ----- | ----- | ------ | ------------------ |
|                                   | Millard Fillmore (W) | 31.      |       | 108/232 |       | 25/62 |        | Divided government |
| 32.                               | Millard Fillmore (W) | 86/233   | 23/62 |         |       |       |        | Divided government |
| Quelle: Repräsentantenhaus, Senat |                      |          |       |         |       |       |        |                    |

## Das Kabinett
| Ressort / Amt                          | Amtsinhaber                     | Partei | Partei   | Zeitraum  | Bild |
| -------------------------------------- | ------------------------------- | ------ | -------- | --------- | ---- |
| Präsident der Vereinigten Staaten      | Millard Fillmore                |        | Whig (W) | 1850–1853 |      |
| Vizepräsident der Vereinigten Staaten  |                                 |        | vakant   | 1850–1853 |      |
| Ministerämter                          |                                 |        |          |           |      |
| Außenminister der Vereinigten Staaten  | John Middleton Clayton          |        | W        | 1850      |      |
| Außenminister der Vereinigten Staaten  | Daniel Webster                  |        | W        | 1850–1852 |      |
| Außenminister der Vereinigten Staaten  | Edward Everett                  |        | W        | 1852–1853 |      |
| Finanzminister der Vereinigten Staaten | William Morris Meredith         |        | W        | 1850      |      |
| Finanzminister der Vereinigten Staaten | Thomas Corwin                   |        | W        | 1850–1853 |      |
| Kriegsminister der Vereinigten Staaten | George Walker Crawford          |        | W        | 1850      |      |
| Kriegsminister der Vereinigten Staaten | Charles Magill Conrad           |        | W        | 1850–1853 |      |
| Marineminister der Vereinigten Staaten | William Ballard Preston         |        | W        | 1850      |      |
| Marineminister der Vereinigten Staaten | William Alexander Graham        |        | W        | 1850–1852 |      |
| Marineminister der Vereinigten Staaten | John Pendleton Kennedy          |        | W        | 1852–1853 |      |
| Justizminister der Vereinigten Staaten | Reverdy Johnson                 |        | W        | 1850      |      |
| Justizminister der Vereinigten Staaten | John Jordan Crittenden          |        | W        | 1850–1853 |      |
| Postminister der Vereinigten Staaten   | Jacob Collamer                  |        | W        | 1850      |      |
| Postminister der Vereinigten Staaten   | Nathan Kelsey Hall              |        | W        | 1850–1852 |      |
| Postminister der Vereinigten Staaten   | Samuel Dickinson Hubbard        |        | W        | 1852–1853 |      |
| Innenminister der Vereinigten Staaten  | Thomas Ewing                    |        | W        | 1850      |      |
| Innenminister der Vereinigten Staaten  | Thomas McKean Thompson McKennan |        | W        | 1850      |      |
| Innenminister der Vereinigten Staaten  | Alexander Hugh Holmes Stuart    |        | W        | 1850–1853 |      |